# Shimon Gershon
Shimon Gershon (in ebraico שמעון גרשון‎?; Tel Aviv, 6 ottobre 1977) è un ex calciatore israeliano, di ruolo difensore.